# Drive My Car
Drive My Car(Lennon/McCartney) är en låt av The Beatles från 1965.

## Låten och inspelningen
Låten som kom att inledda Rubber Soul. En skämtsam text om en person som är på väg att bli känd och med flera erotiska lustigheter var vad man spelade in 13 oktober 1965. George Harrison jobbade hårt med arrangemanget där han lät sig inspireras av Otis Reddings version av Respect, som då var en stor hit (Redding spelade å andra sidan in Day Tripper senare). Låten kom med på LP:n Rubber Soul, som utgavs i England 3 december medan den i USA kom med på LP:n Yesterday... and Today som utgavs 20 juni 1966.